# Miguel Ángel Paniagua
Miguel Ángel Paniagua Núñez, né le 2 septembre 1964, est un homme politique espagnol membre du Parti populaire (PP).
Il est élu député de la circonscription de Palencia lors des élections générales de décembre 2015.

## Biographie

### Vie privée
Marié, il est le père de deux enfants, un fils et une fille. 

### Études et profession
Étudiant de l'université de Valladolid, il obtient une maîtrise en sciences économiques et entrepreneuriales. Il complète sa formation par l'obtention d'un master en administration des affaires (Executive MBA) de l'École européenne des Affaires (EEN) et d'une certification en conseil financier de l'European Financial Planning Association (EFPA). Après 18 années passées dans le secteur bancaire, il a officié comme agent dans une banque privée et assesseur financier d'entreprises. Il a également été secrétaire à la communication de la fédération des syndicats indépendants des services financiers (CSICA-CE).

### Député au Congrès
Coordonnateur du comité à la Participation du Parti populaire de la province de Palencia, il est investi en deuxième position sur la liste présentée par le parti dans la circonscription homonyme lors des élections générales de décembre 2015, conduite par le ministre de l'Éducation et de la Culture, Íñigo Méndez de Vigo,,. Il est élu au Congrès des députés après que la liste a remporté 40,3 % des voix et deux des trois sièges à pourvoir. Membre de la commission de l'Économie et de la Compétitivité et de celle des Politiques d'intégration du handicap, il est choisi comme porte-parole adjoint à la commission des Budgets.
Il obtient un nouveau mandat lors du scrutin parlementaire anticipé de juin 2016, et conserve l'ensemble de ses responsabilités précédentes, tout en devenant membre de la commission du Changement climatique et de celle relative à l'Évaluation des accords du pacte de Tolède. En avril 2018, il devient porte-parole titulaire des élus PP à la commission d'enquête relative à la crise financière espagnole de 2008 et au programme d'aides aux banques, en remplacement de Ramón Aguirre,. Il soutient activement la candidature de Pablo Casado lors du 19e congrès de la formation, en juillet 2018.